# قمة تسوغشبيتسه
تسوغشبيتسه (بالإلمانية: Zugspitze) (أو لتسهيل النطق «تسوغ-شبيتسه») هي أعلى قمة في ألمانيا على جبال الألب، يبلغ ارتفاعها 2962 متر فوق سطح البحر. يقع القمة جنوب غرب غارميش وشمال تيرول. تمر بها الحدود الألمانية مع النمسا. توجد في جنوب القمة عدة كهوف وعلى مساقطها توجد مثلجات (أنهار جليدية) من ضمنها مثلجتين من أكبر المثلجات في ألمانيا: أحدهما المثلجة الشمالية بمساحة 7و30 هكتار والأخرى تسمى «هولنتال فرنر» بمساحة 25 هكتار، مغطاة بالجليد طوال العام تقريبا.

## منشآت على قمة تسوغ-شبيتسه
نظرا للارتفاع الكبير لقمة تسوغ-شبيتسه حيث أنها ترتفع نحو 3 كيلومترات فوق سطح البحر فقد قامت الحكومات الألمانية المتتابعة منذ القرن التاسع عشر ببناء محطة أرصاد جوية عليها، بعد أن قامت بتسوية جزء من القمة. حاليا توجد على تلك القمة إلى جانب محطة الأرصاد الجوية محطة برج للإذاعة والاتصالات، وفندق صغير وصالون قهوة لاستقبال الزوار. يؤم السياح تلك القمة للاستمتاع بالشمس الساطعة حيث يكون السحاب على ارتفاعات أقل، وعند صفاء الجو يمكن للزائر رؤية المنطقة في دائرة تبعد بنحو 70 كيلومتر.
تقوم محطة الأرصاد الجوية برصد الضغط الجوي ودرجة الحرارة وسرعة الرياح ومعدل الرطوبة. وتشكل المحطة موقعا هاما من منظومة محطات الأرصاد الموزعة في ألمانيا من شمالها على جنوبها لدراسة الطقس وتغيراته ودراسة الانحباس الحراري.

## المناخ

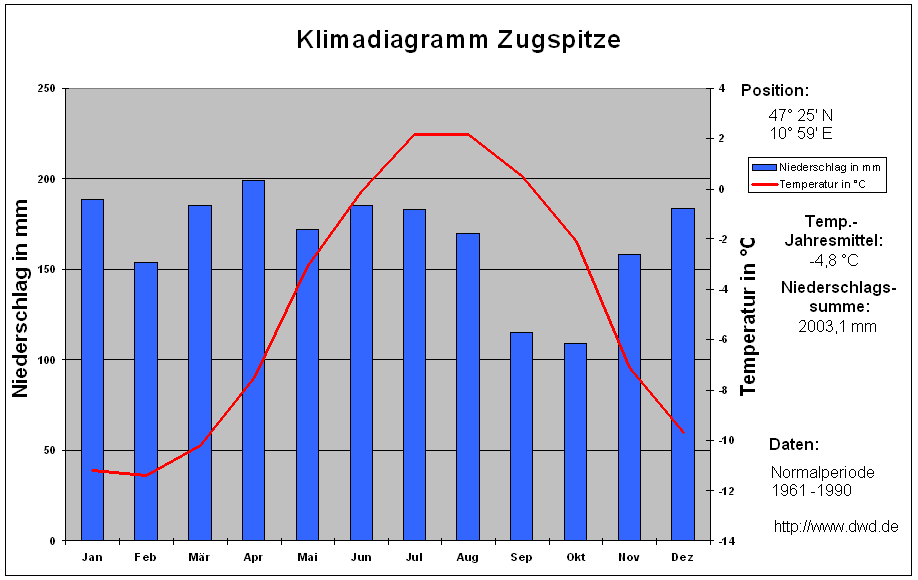
توزيع درجات الحرارة والأمطار : فترة عادية 1961–1990

المناخ فيها بارد طوال العام نظرا لارتفاعها عن سطح البحر، ووقوعها على خط عرض 47 درجة.
طبقا للجدول الذي يعطي متوسط درجات الحرارة وكمية الأمطار عبر سنة من يناير إلى ديسمبر، محسوبة للفترة الزمنية بين 1961 إلى 1990
يبين أن درجة الحرارة تنخفض إلى نحو 14 تحت الصفر في ليالي الشتاء وتعلو حتى 2 فوق الصفر المئوي خلال النهار صيفا (هذا متوسط نحو 30 عاما). 
لهذا يحتاج السائح هناك لملابس شتوية للوقاية من البرد الشديد ونظارات شمس للوقاية من أشعة الشمس الشديدة نظرا لعلو المكان وصفاء الجو، تحجب نظارة الشمس الأشعة فوق البنفسجية الضارة للعينين.
تسقط الأمطار علي قمة تسوغ-شبيتسه أساسا في هيئة ثليج، يتجمع خلال عدة أيام ويغطى الأرض وقد يصل ارتفاعه على الأرض نحو 2 متر، خلال عدة أيام في السنة.
```

```

## صور

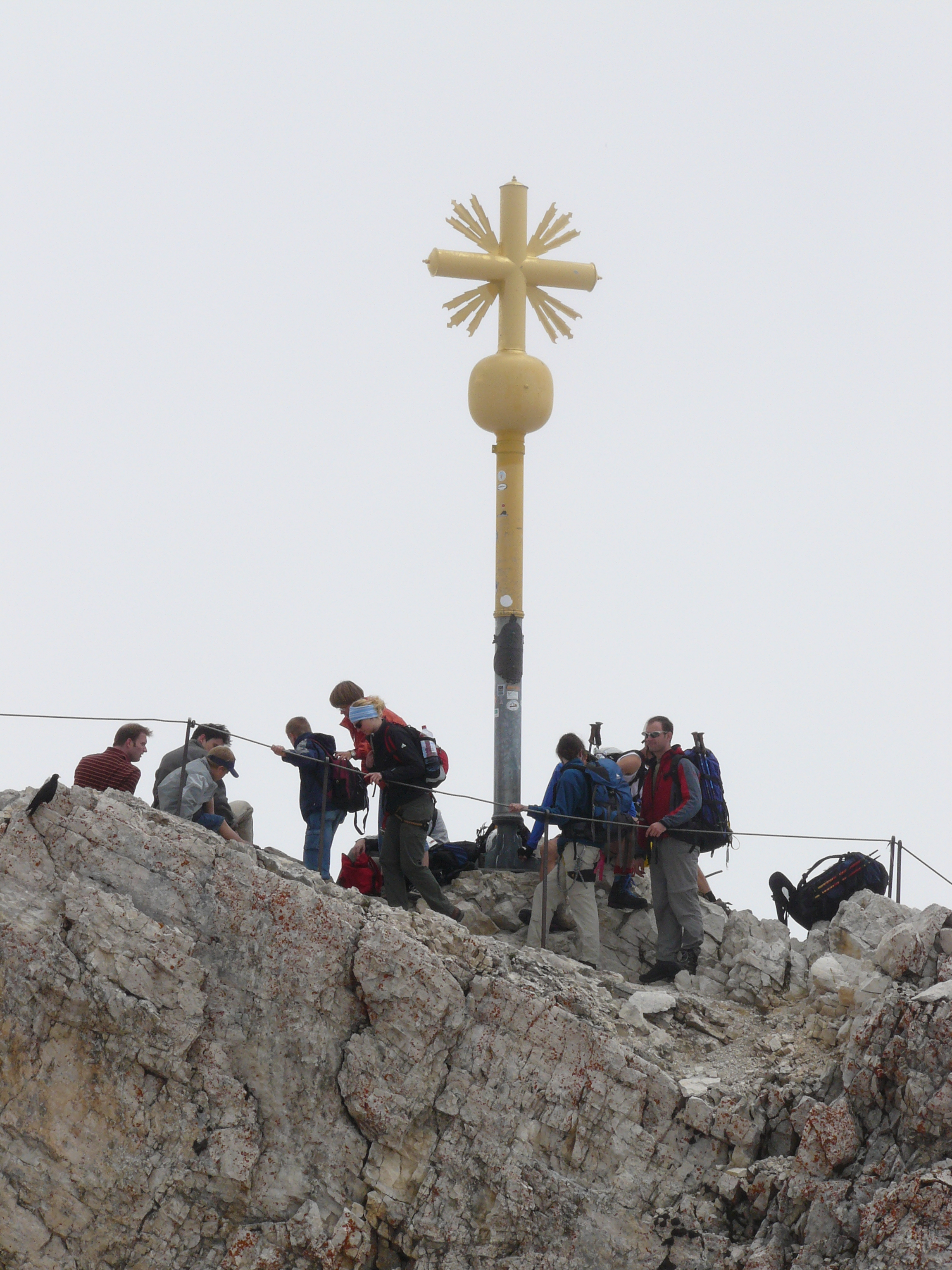
مجموعة من متسلقي الجبال على القمة
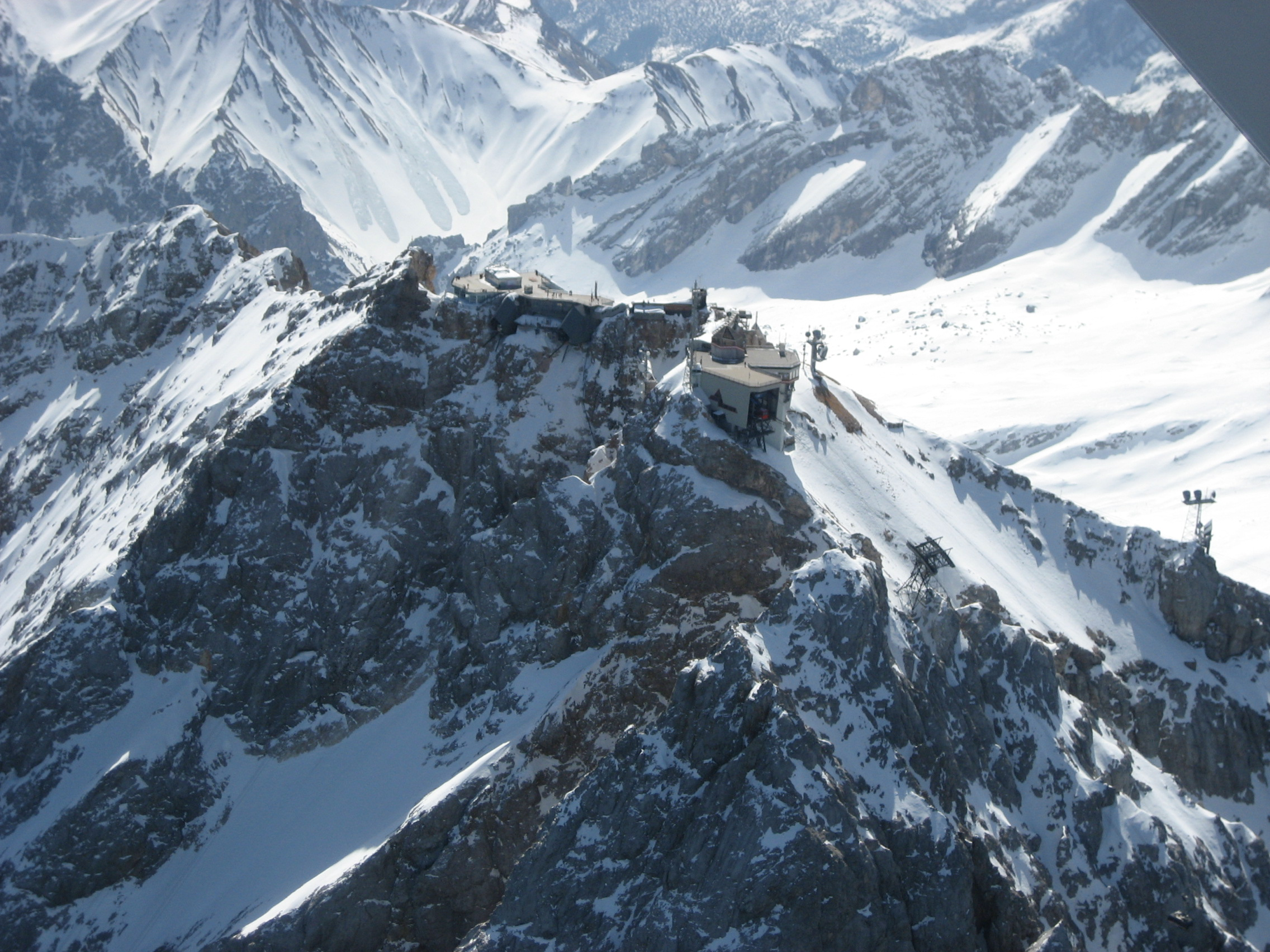
صورة من الجو
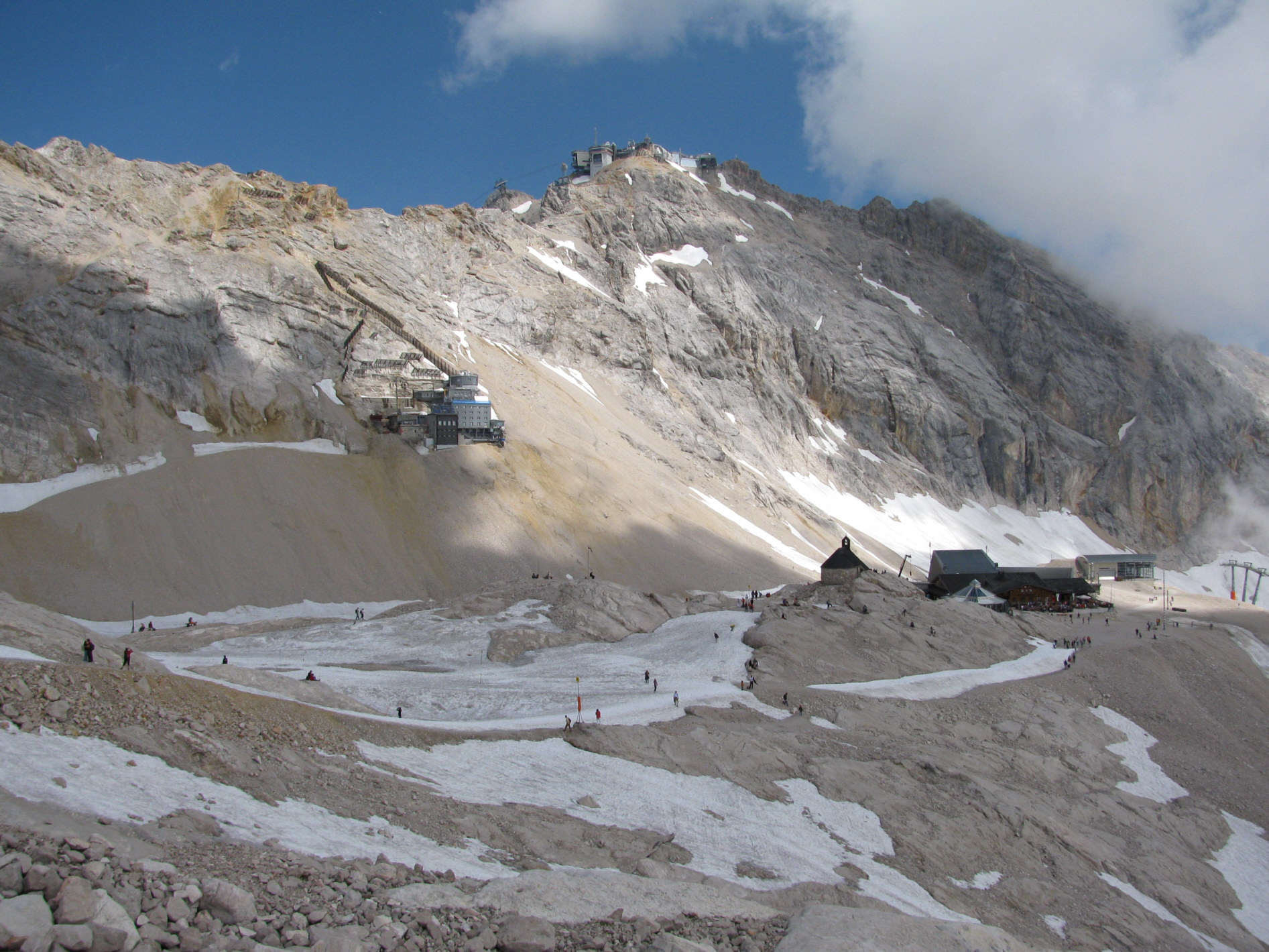
بانوراما لقمة تسوغشبيتسه
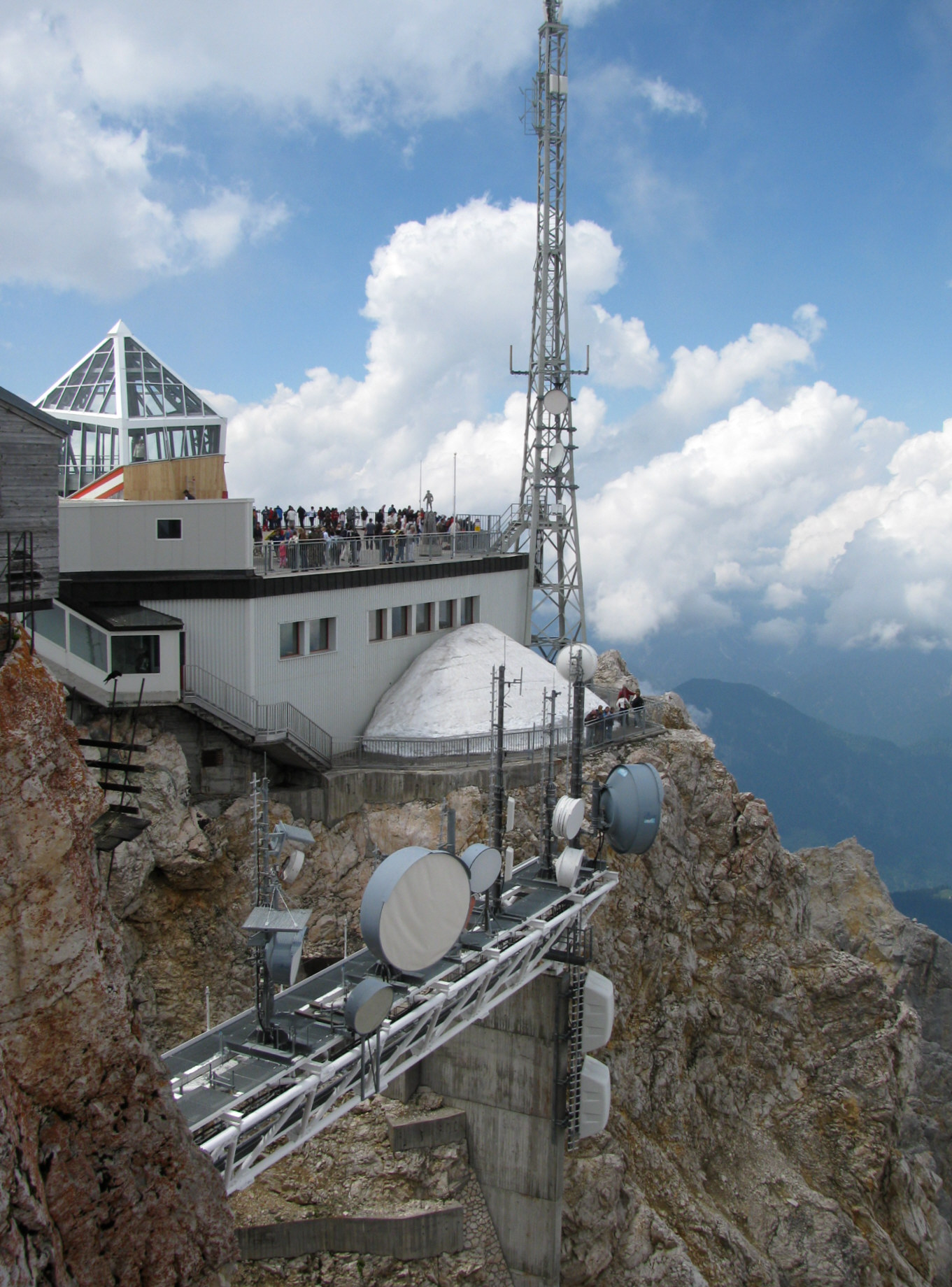
سياحة عند محطة الأرصاد وهوائي الاتصالات
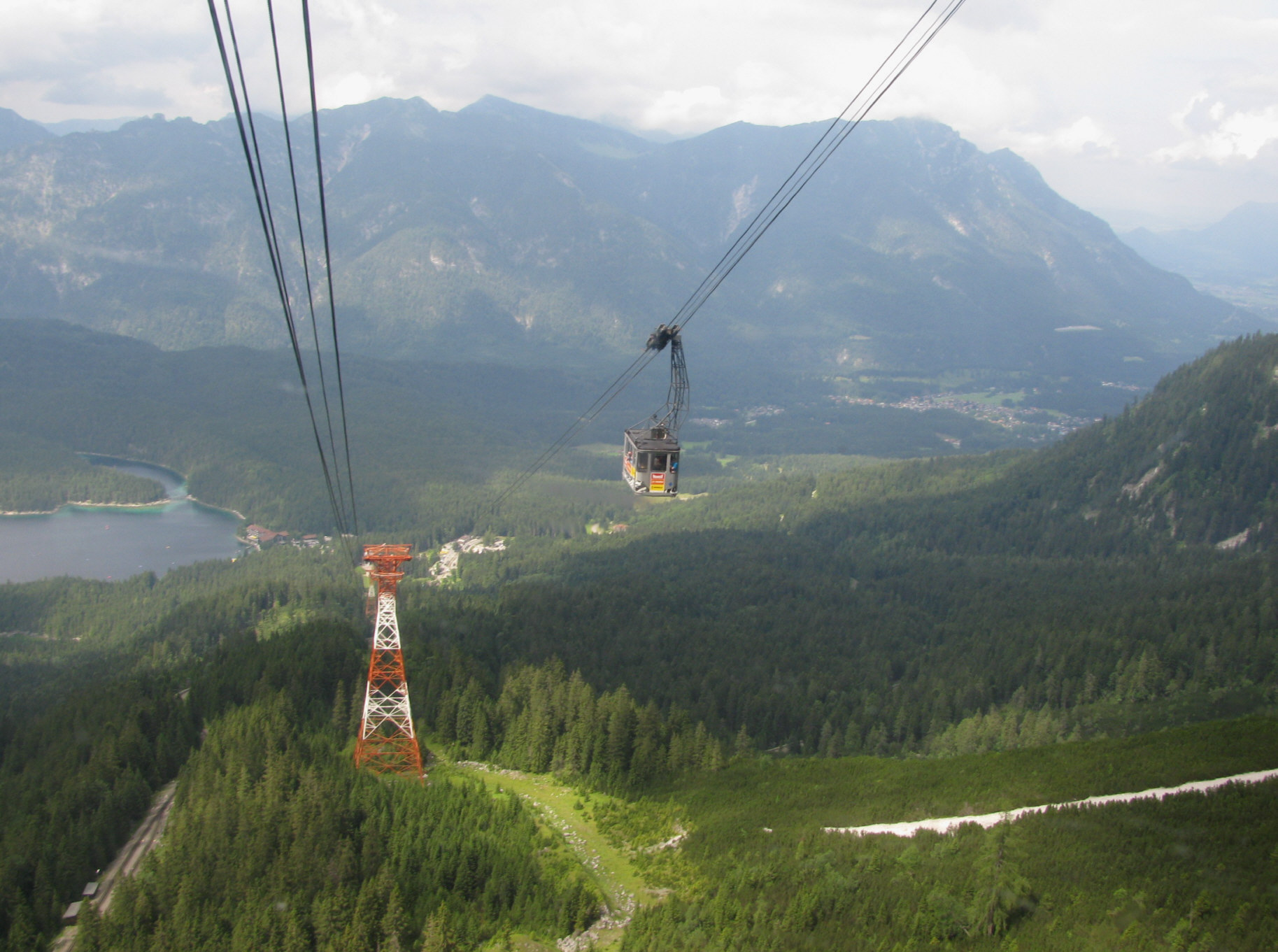
مركبات معلقة من مدينة آيبسي Eibsee
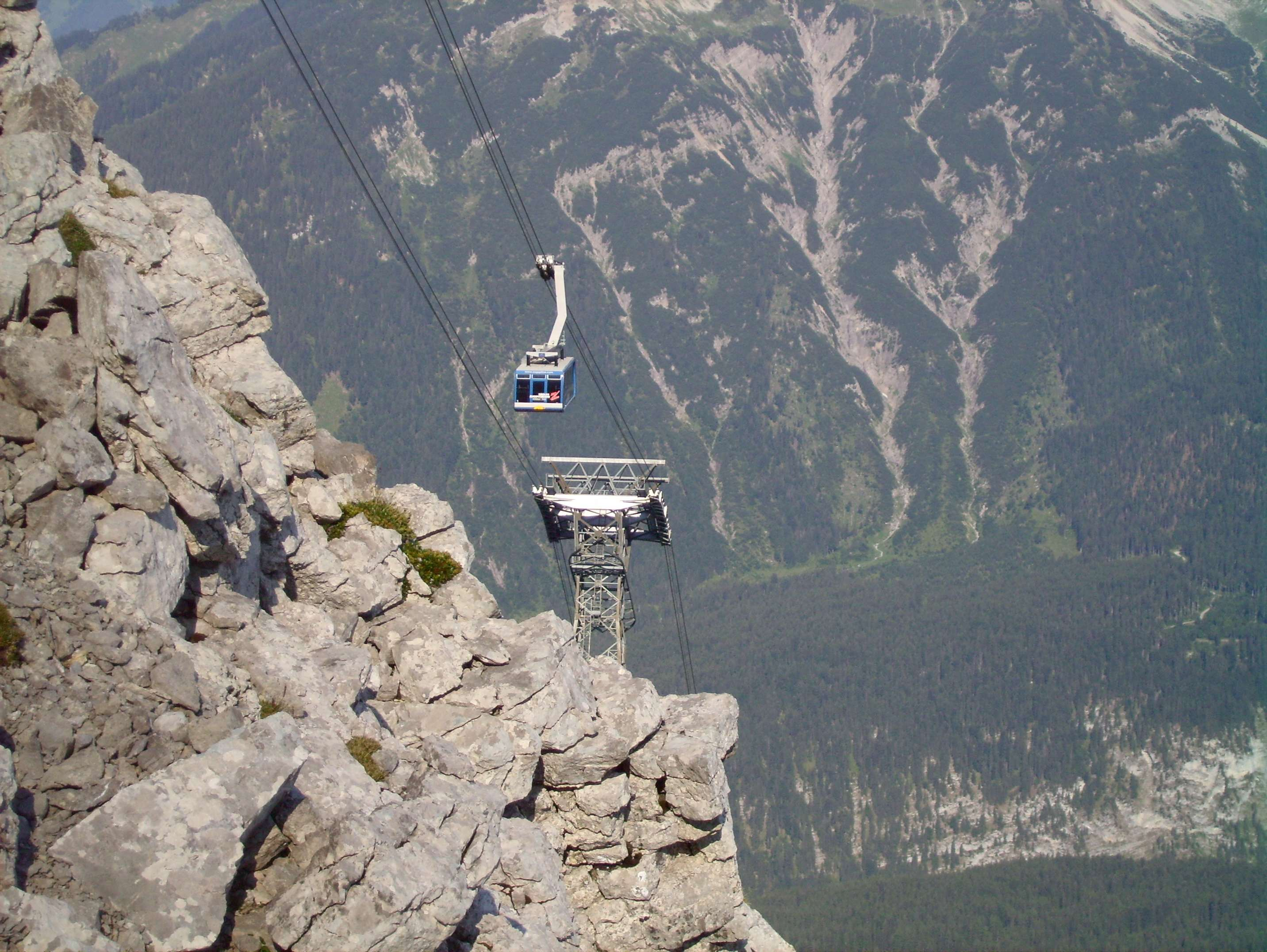
مركبات معلقة من ناحية تيرول
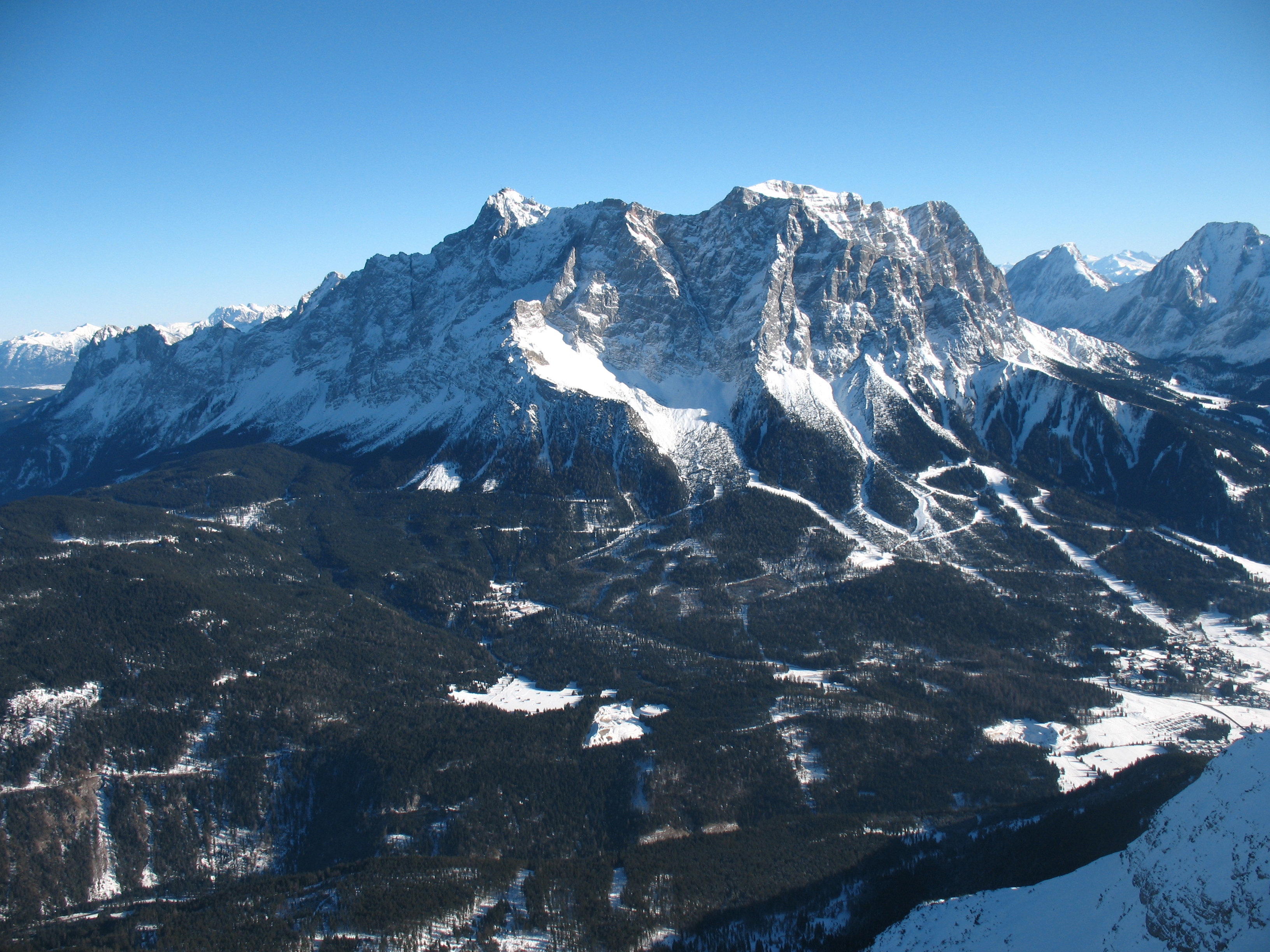
القمة من الغرب
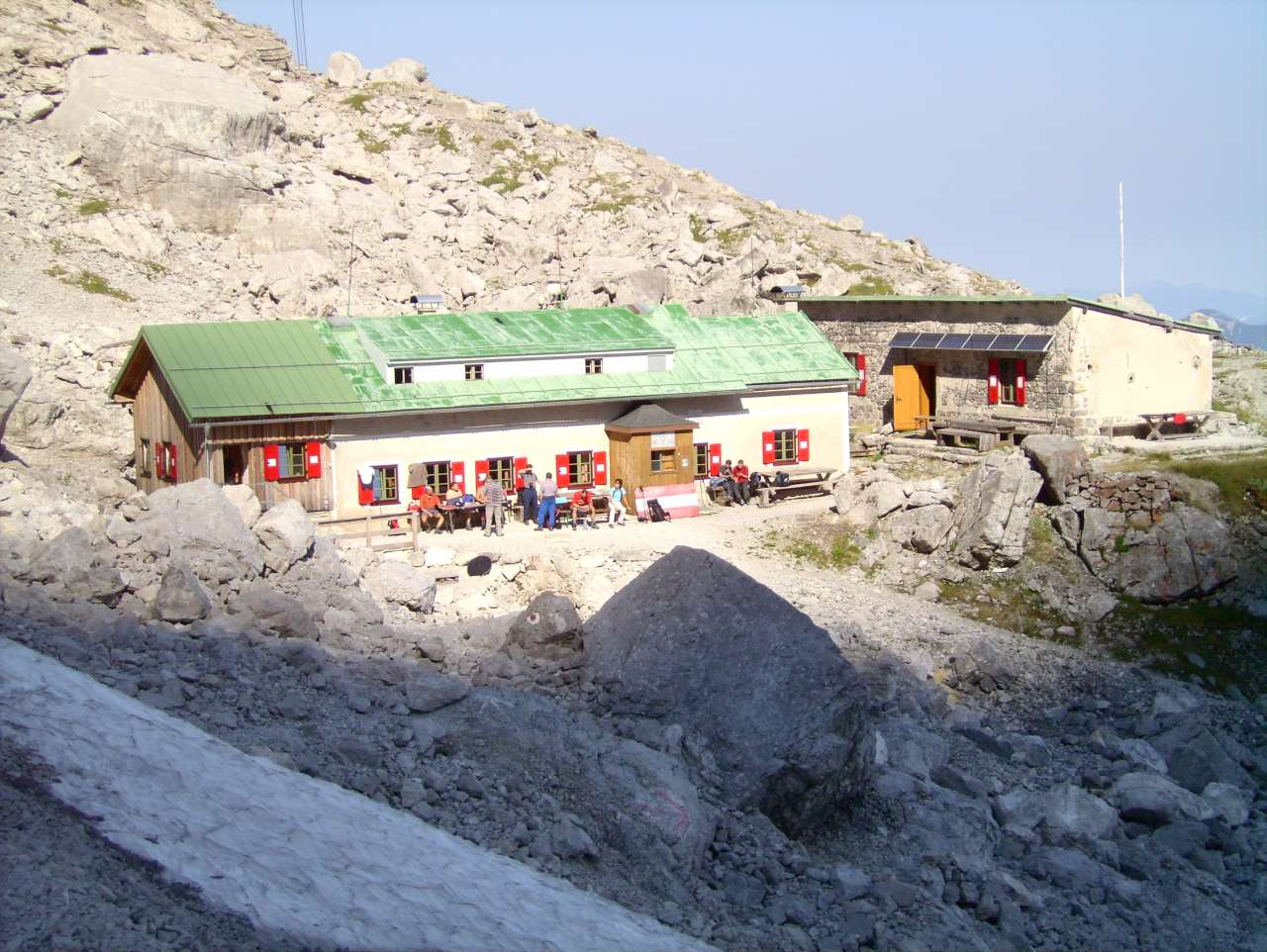
كشك فينر-نويشتيتر 2006
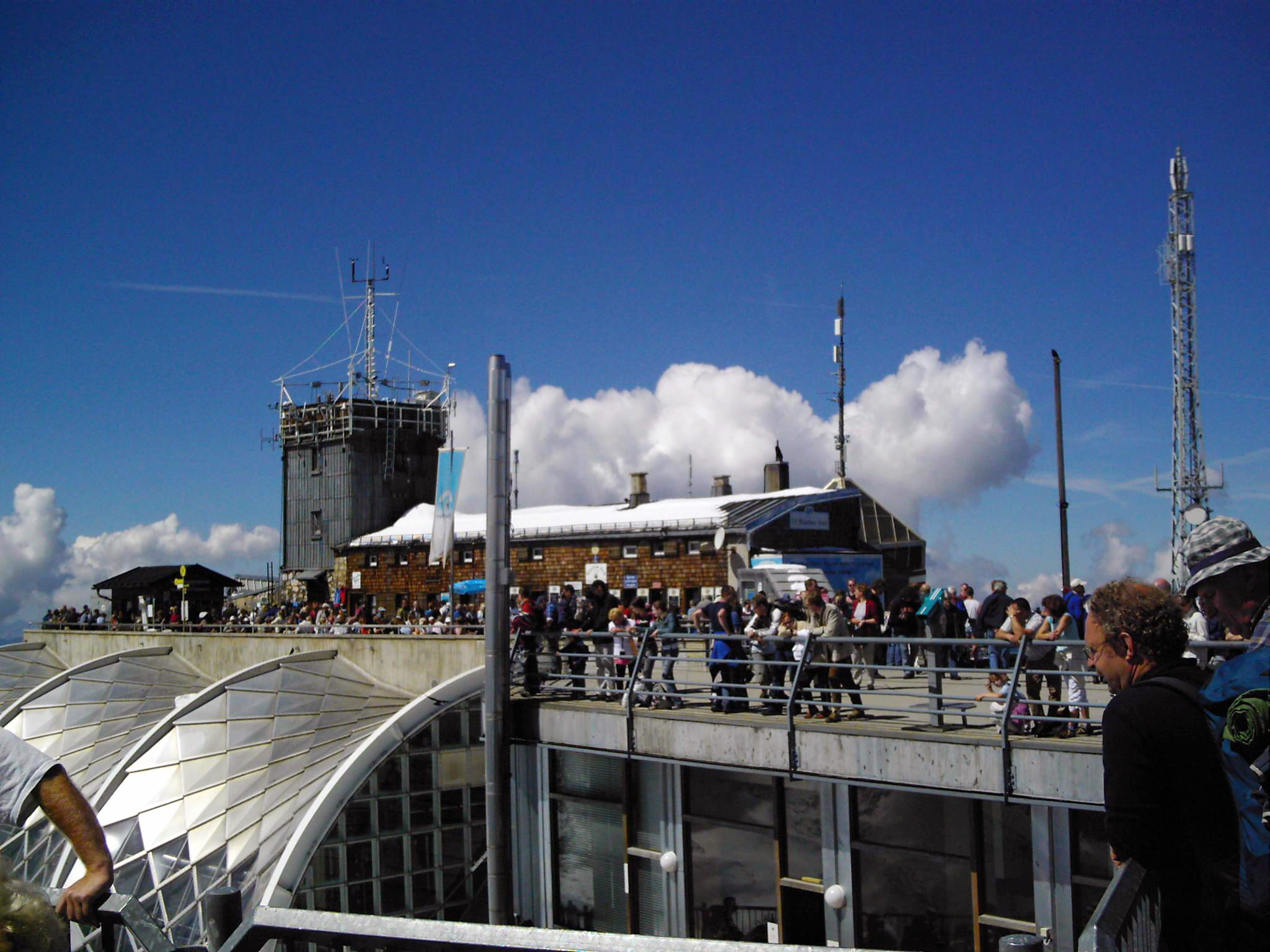
زوار مقهى مونشنر هاوس 2009
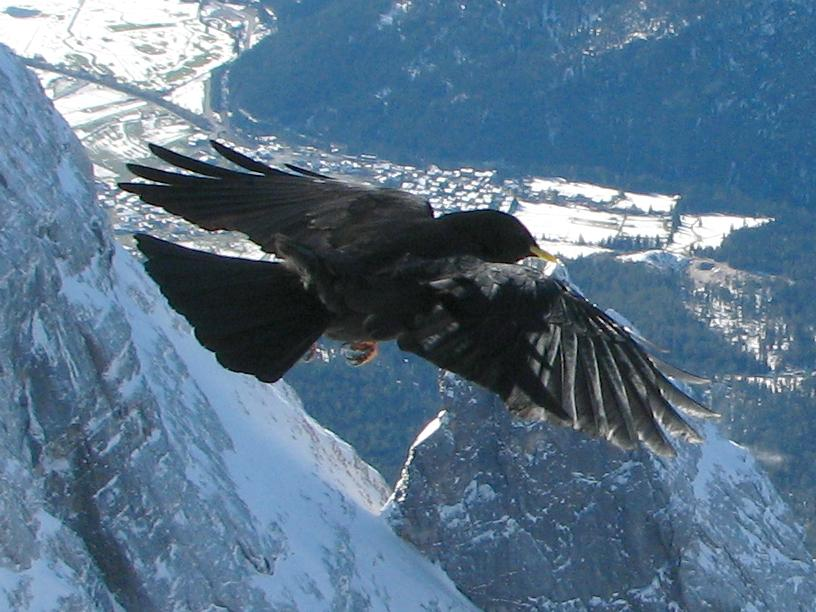
نسور الألب Alpendohle
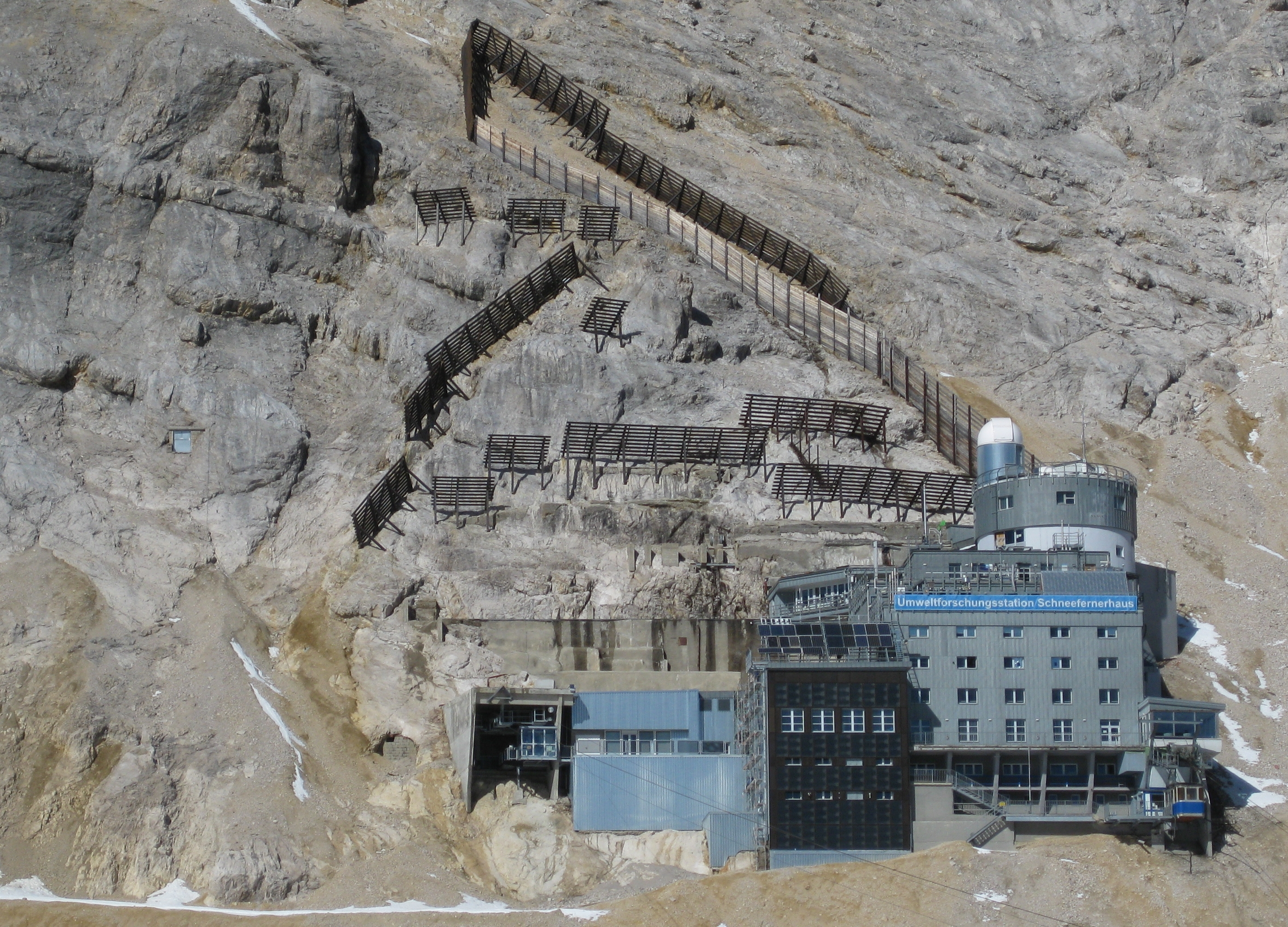
محطة الأرصاد الجوية
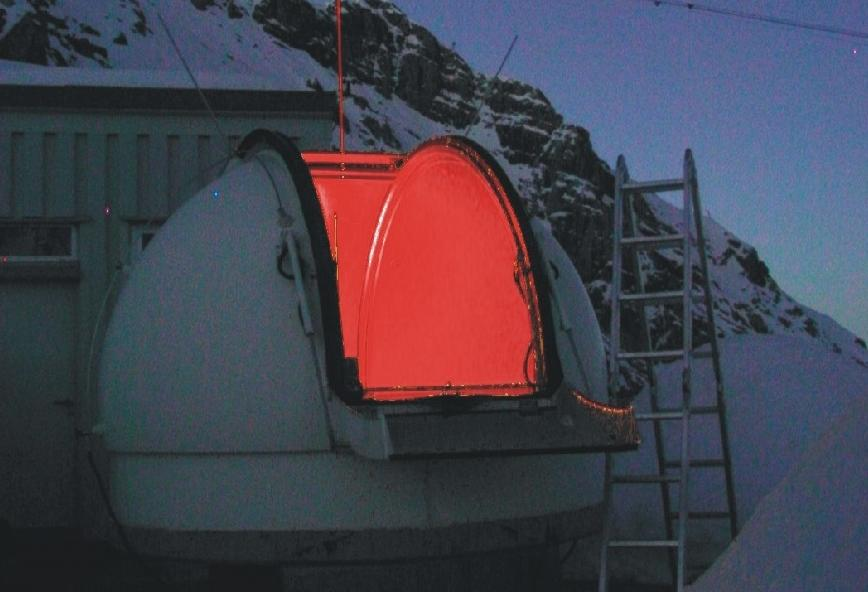
محطة قياس بخار الماء في طبقات الجو العليا LIDAR
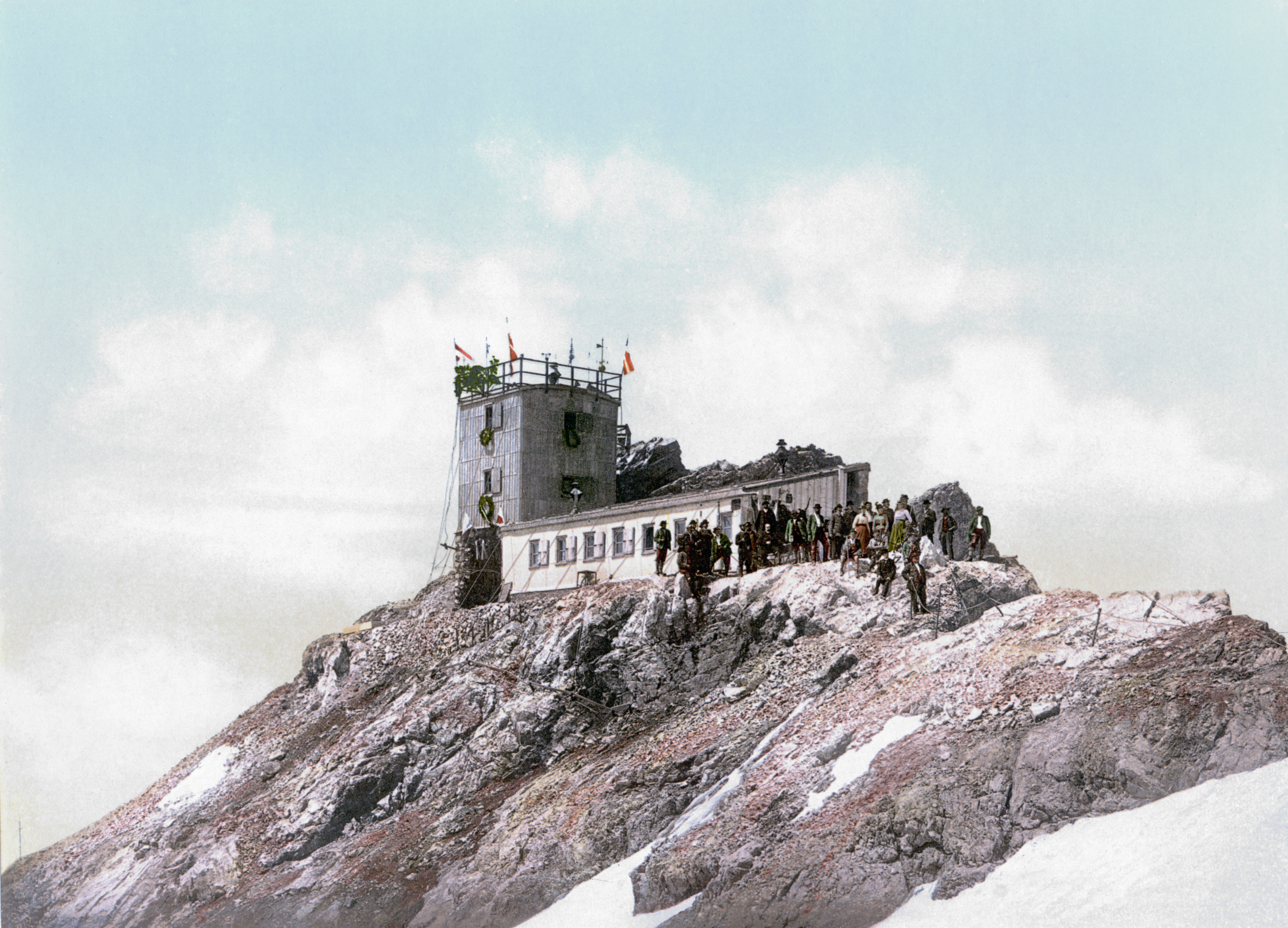
محطة الأرصاد الجوية من عام 1900

## وصلات خارجية
- قالب:Peakbagger
- Reintal-Route – Sueddeutsche.de
- Jubiläumsgrat – ALPIN-Tourenbuch

## اقرأ أيضا
- جبال الألب
- هرتسوغشتاند
- بافاريا
- ميونيخ
- قصر نويشفانشتاين
- فاتزمان